# Тонкоклювая каравайка
Тонкоклювая каравайка, или каравайка Риджуэя (лат. Plegadis ridgwayi) — южноамериканская птица из семейства ибисовых. Видовой эпитет дан в честь американского орнитолога Роберта Риджуэя (1850—1929).

## Описание
Тонкоклювая каравайка достигает длины примерно 56 см. У преимущественно тёмной птицы коричневое, блестящее пурпурное оперение. Крылья и хвост имеют металлический отблеск. От каравайки её отличает типичный красный клюв.

## Распространение
Тонкоклювая каравайка распространена в Андах Перу, Боливии, Чили и Аргентины на высоте от 3100 до 4800 м над уровнем моря.